# Casey LaBow
Casey LaBow (née Samantha Casey Labow), née le 14 aout 1986 à New York, est une actrice, productrice américaine. Elle est connue pour avoir joué le rôle de Kate Denali dans Twilight, chapitres IV et V : Révélation.

## Biographie
Alors qu'elle est âgée de seize ans, la famille déménage à Los Angeles. À l'âge de dix-huit ans, elle s'inscrit à l'American Academy of Dramatic Arts d'Hollywood, elle y suit des cours pendant deux ans.

## Filmographie
- 2005 : The Unknown : Shea Landers
- 2005 : London : Dominatrix
- 2005 : Dirty : Femme en BMW
- 2007 : Moonlight : Cherish
- 2007 : Backyards & Bullets
- 2008-2009 : Les Experts : Manhattan : Ella McBride
- 2010 : Skateland : Candy Boyce
- 2010 : Notes on Lying : Annabelle
- 2011 : Twilight, chapitre IV : Kate Denali
- 2011 : Hide Away (en) : Lauren
- 2012 : Twilight, chapitre V : Kate Denali
- 2013 : Plush : Evie
- 2014 : Free the Nipple (en) : Cali
- 2016 : Banshee : Maggie Bunker